# 心友 (アルバム)
『心友』（しんゆう）は、おはガールちゅ!ちゅ!ちゅ!が2014年2月4日にリリースしたベストアルバム。

## 概要
- おはガールちゅ!ちゅ!ちゅ!の最初で最後のベストアルバム。
- 通常盤は豪華ブックレットを封入したワイドケース仕様。限定盤は全シングルのMVと「はじめてのワンマンライブ!!! 〜飛ばせ!夢ふうせん〜 2013.12.28 @Future SEVEN」の貴重映像が収録したDVDが付属し、別冊フォトブック付スリーブケース仕様。
- 両タイプ共通でトレーディングカード（全6種）かスペシャルミニ生写真（1種）がランダム封入。
- また、おはガールメープルの曲「モーニングチャイム!!!」「モーニングチャンス!!!」のカバーや新曲「心友の樹」（TAKUYAサウンドプロデュース）も収録。

## 収録曲
1. こいしょ!!!
作詞：MEG.ME・生田真心、作曲：TAKUYA、編曲：鳴瀬シュウヘイ
  - 2ndシングル
2. もっと ぎゅっと ハート
作詞・作曲・編曲：MEG.ME
  - 1stシングル
3. こあくまるんです
作詞：MEG.ME、作曲：生田真心、編曲：MEG.ME
  - 3rdシングル
4. 夏サンキュ!!!
作詞：井上トモノリ・MEG.ME、作曲：TAKUYA、編曲：鳴瀬シュウヘイ
  - 4thシングル
5. ハピ!ハピ!ハピバースデー!
作詞・作曲・編曲：MEG.ME
  - 4thシングルのカップリング
6. リボンの星☆!!!
作詞・作曲：フジノタカフミ、編曲：鳴瀬シュウヘイ
  - 1stシングルのカップリング
7. クリプレ!
作詞：MEG.ME・井上トモノリ、作曲：井上トモノリ、編曲：MEG.ME
  - 5thシングルのカップリング
8. 花、ひらり
作詞：井上トモノリ、作曲・編曲：鳴瀬シュウヘイ
  - 2ndシングルのカップリング
9. モーニングチャンス!!!
作詞・作曲・編曲：酒井陽一
  - おはガールメープルの同名の曲のカバー
10. モーニングチャイム!!!
作詞：井上トモノリ、作曲・編曲：鳴瀬シュウヘイ
  - 同上
11. サヨナラのかわりに2013
作詞・作曲：BANANA ICE、編曲：鳴瀬シュウヘイ
  - 3rdシングル
12. 夢ふうせん
作詞：MEG.ME・フジノタカフミ・井上トモノリ、作曲：TAKUYA、編曲：鳴瀬シュウヘイ
  - 5thシングル
13. 心友の樹
作詞：MEG.ME・フジノタカフミ、作曲：TAKUYA、編曲：鳴瀬シュウヘイ
  - 新曲

## 発売記念インストア・イベント
アルバム発売を記念し、2014年1月17日から3月23日にかけてインストア・イベントが開催された。
| 公演日  | 都道府県 | 会場                            | 参加メンバー   |
| ------- | -------- | ------------------------------- | -------------- |
| 1月17日 | 埼玉県   | アリオ川口                      | なつみ・ひなこ |
| 2月2日  | 千葉県   | イオンモール津田沼              | 全員           |
| 2月3日  | 東京都   | J-SQUARE SHINAGAWA              | 全員           |
| 2月8日  | 東京都   | タワーレコード渋谷店            | なつみ・ゆうな |
| 2月9日  | 埼玉県   | アリオ川口                      | 全員           |
| 2月14日 | 東京都   | J-SQUARE SHINAGAWA              | 全員           |
| 3月23日 | 東京都   | 池袋サンシャインシティ 噴水広場 | 全員           |